# Yèvres
Yèvres é uma comuna francesa na região administrativa do Centro, no departamento Eure-et-Loir. Estende-se por uma área de 41,9 km². Em 2010 a comuna tinha 1 669 habitantes (densidade: 39,8 hab./km²).